# Arménie na Letních olympijských hrách 1996
Arménie se účastnila Letní olympiády 1996 v americké Atlantě v 11 sportovních odvětvích. Zastupovalo ji 32 sportovců.

## Medailové pozice
| Medaile | Jméno          | Sport | Disciplína               |
| ------- | -------------- | ----- | ------------------------ |
| Zlato   | Armen Nazarjan | Zápas | Muži řecko-římský 52 kg  |
| Stříbro | Armen Mkrtčjan | Zápas | Muži volný styl do 48 kg |